# Rosauel
Gut Rosauel ist ein Wohnplatz, der zur Stadt Lohmar im Rhein-Sieg-Kreis in Nordrhein-Westfalen gehört. 

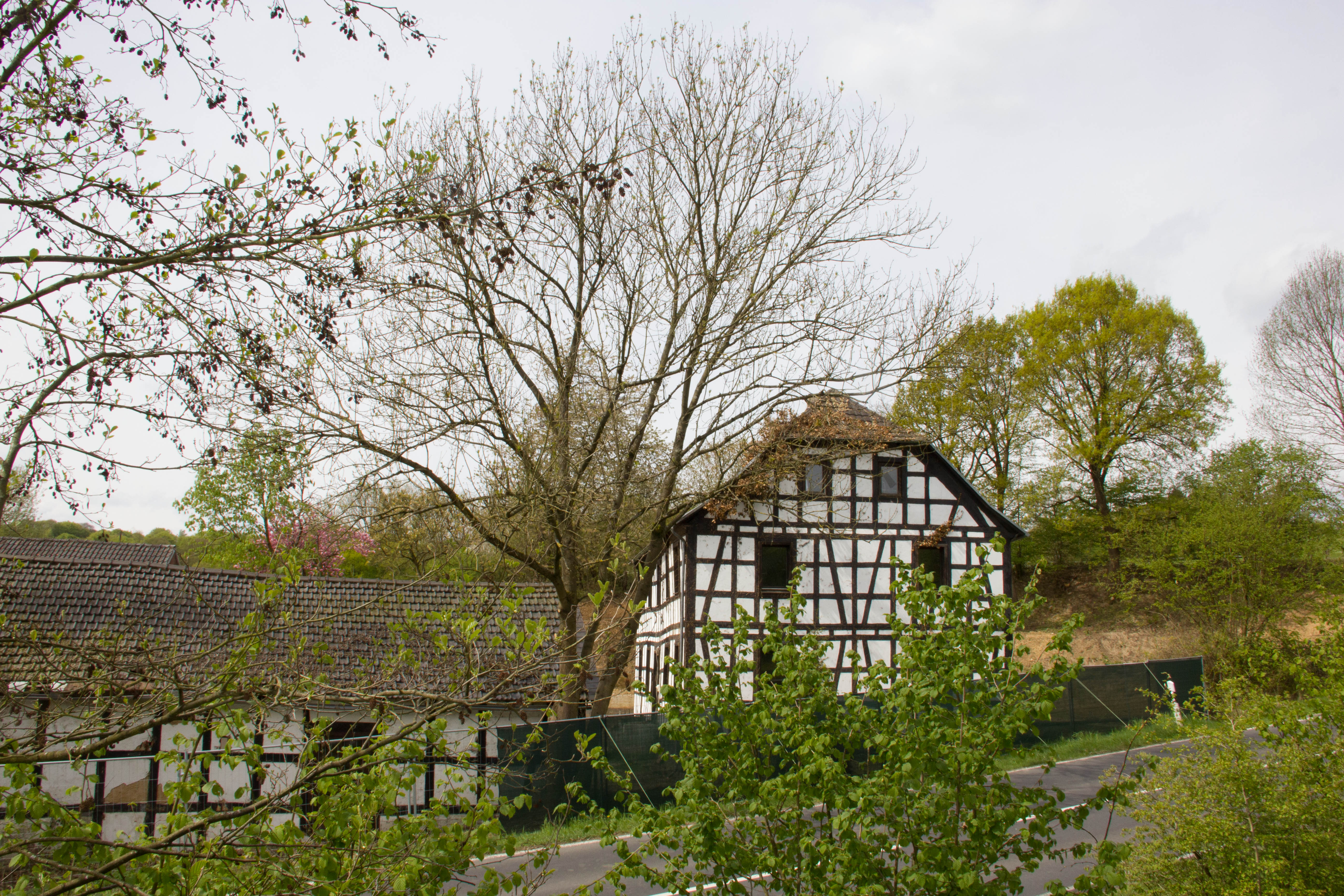
Fachwerkhaus Gut Rosauel im Frühling

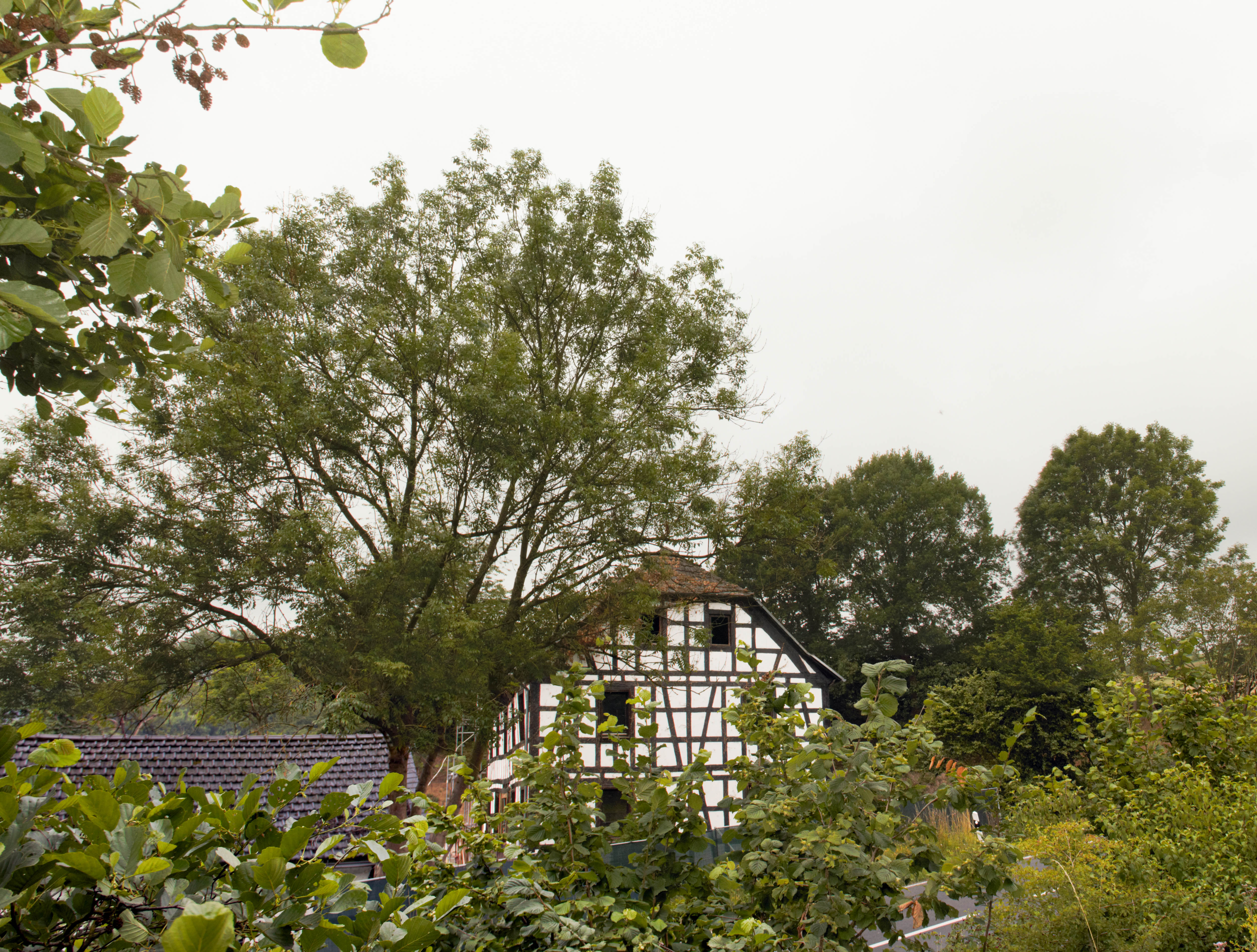
Fachwerkhaus Gut Rosauel im Sommer

## Geographie
Gut Rosauel liegt im Nordwesten von Lohmar. Umliegende Ortschaften und Weiler sind Honrath im Norden, Burg Honrath, Naafshäuschen und Windlöck im Nordosten, Schloss Auel im Osten, Schönenberg im Südosten, Wahlscheid im Südosten, Süden und Südwesten, Spechtsberg und Scheid im Südwesten, Höhnchen und Schiefelbusch im Westen sowie Weilerhohn, Stumpf und Birken im Nordwesten.
Nordwestlich von Rosauel entspringt der Steffensbach, ein orographisch rechter Nebenfluss der Agger. Nordöstlich und südöstlich von Rosauel fließt der Birkenbach entlang, ein linker Nebenfluss des Steffensbachs.

## Geschichte
Im Jahre 1885 hatte das Gut Rosauel zwölf Einwohner, die in einem Einzelhaus lebten.
Bis 1969 gehörte das Gut Rosauel zu der bis dahin eigenständigen Gemeinde Wahlscheid.
Zurzeit wird das Gut Rosauel modernisiert. Es entstehen 4 Wohneinheiten sowie ein Atelierhaus. Geplante Fertigstellung ist 2017.

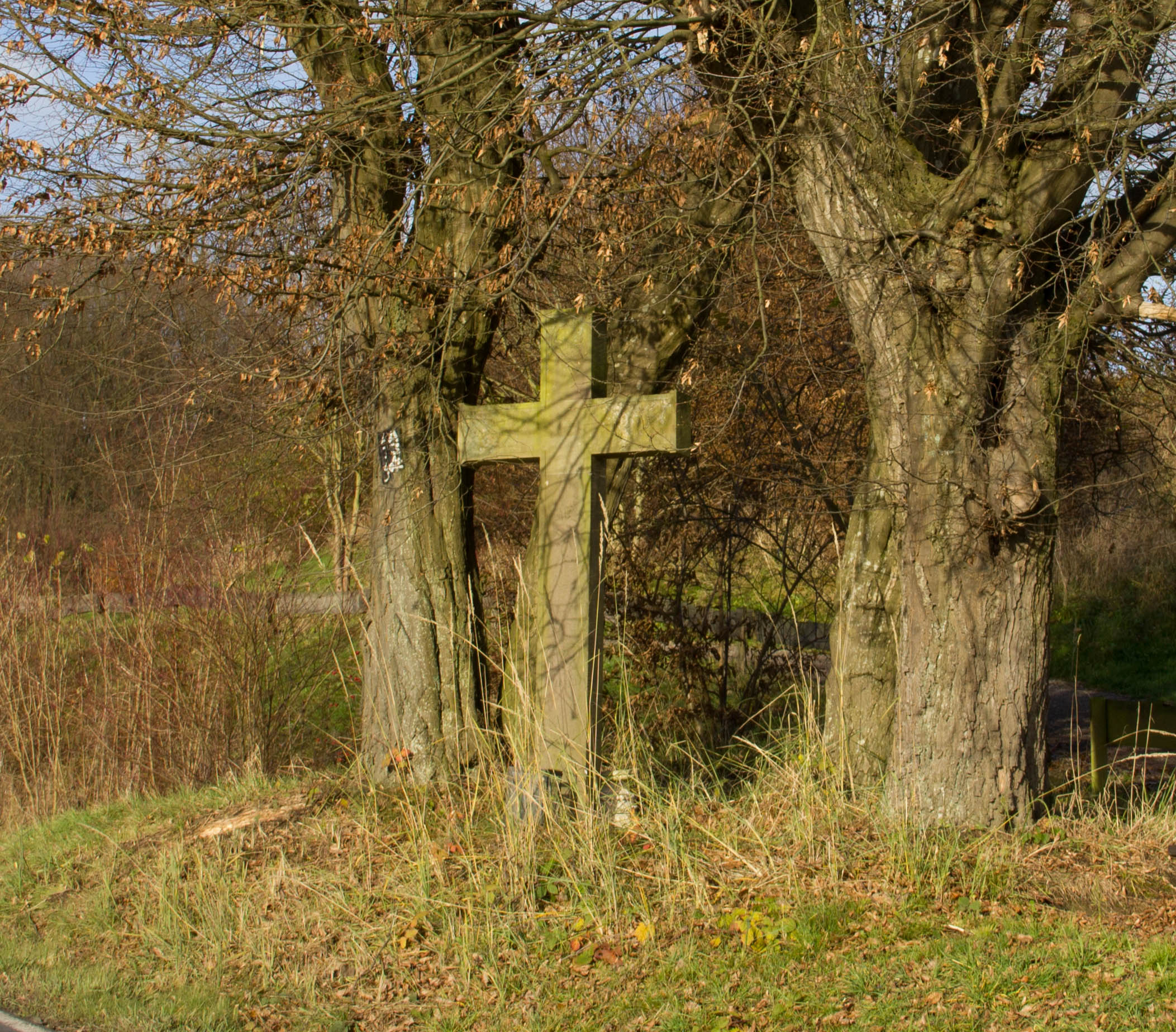
Wegekreuz Rosauel

## Sehenswürdigkeiten
- Das denkmalgeschützte Gut Rosauel.[4]
- Das westlich von Rosauel gelegene Schloss Auel.
- Der südwestlich von Rosauel gelegene Landschaftsgarten Aggerbogen.
- In Rosauel steht gegenüber dem Gut Rosauel unter Haimbuchen ein Wegekreuz an der Landstraße im Bereich des Golfplatzes Schloss Auel. Das Wegekreuz hat keine Inschrift.[5][6]

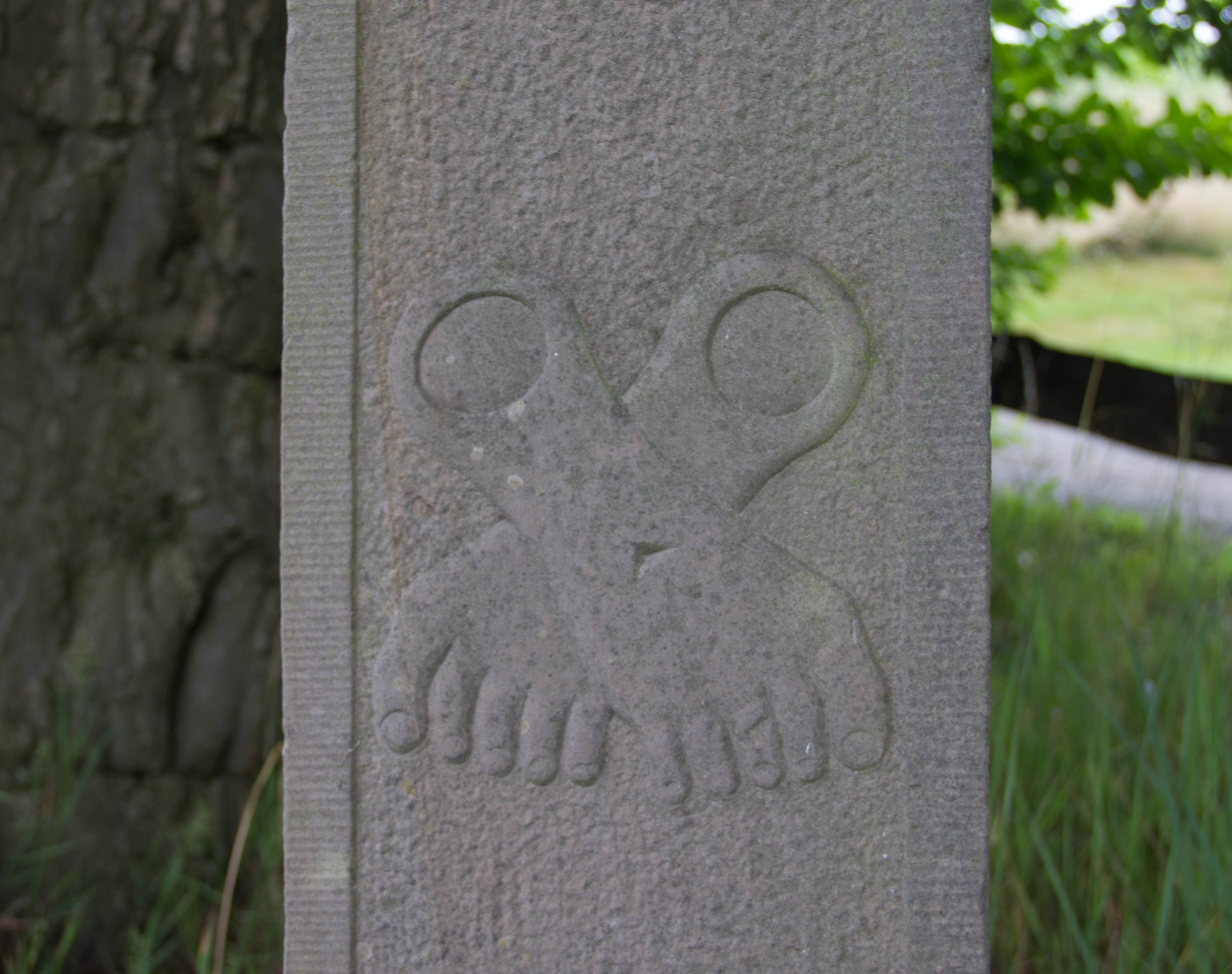
Wundmal an den Füßen des Wegekreuzes Rosauel

## Verkehr

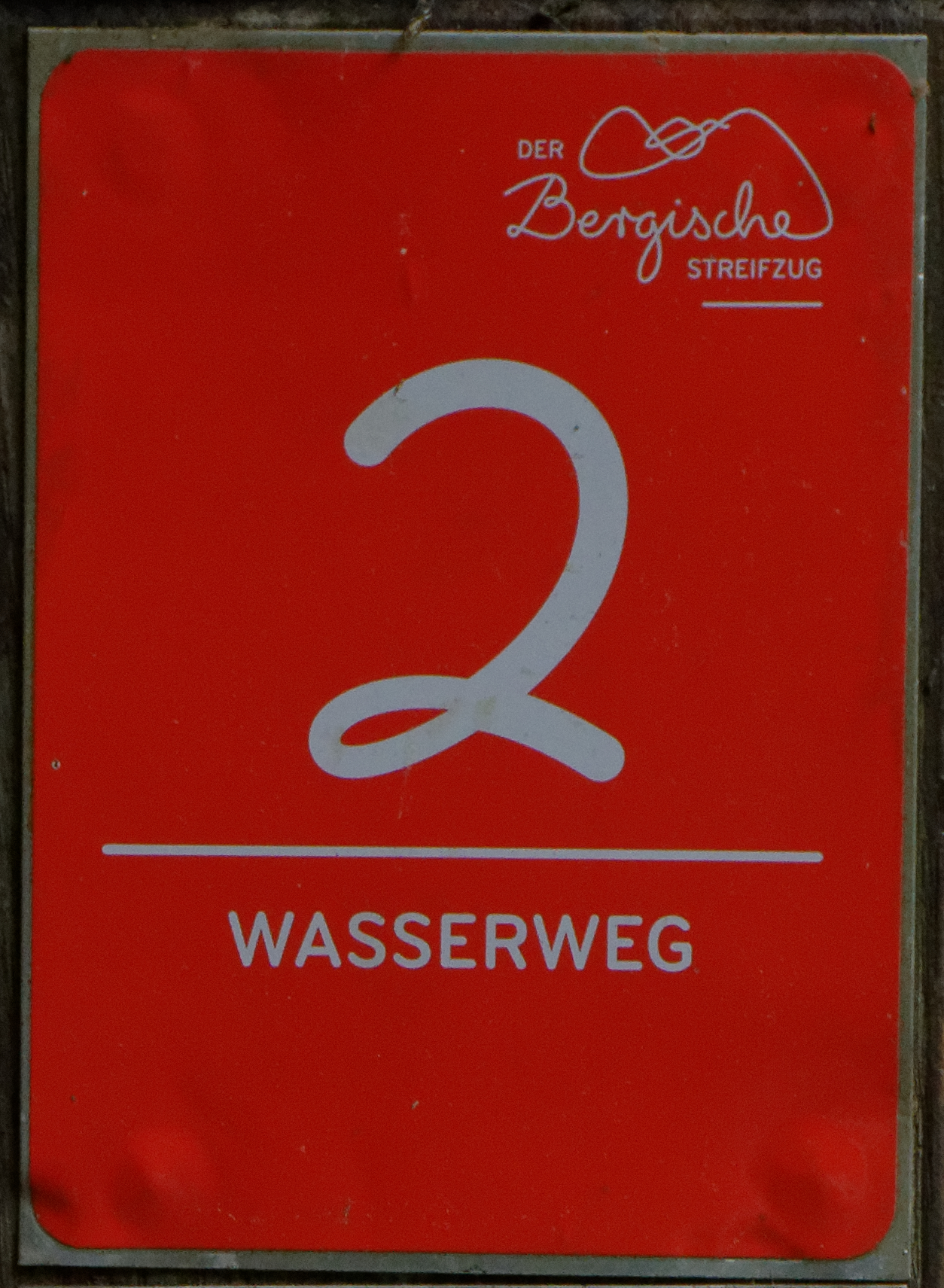
Der Bergische Streifzug

- Rosauel liegt direkt an der Kreisstraße 49.
- Der Bahnhof Lohmar-Honrath bei Jexmühle ist der nächstgelegene Bahnhof für Rosauel.
- Die Buslinie 558 verbindet Rosauel mit Siegburg und Wahlscheid.
- Rosauel gehört zum Tarifgebiet des Verkehrsverbund Rhein-Sieg (VRS).[7]
- Die Rundwanderwege A3[8] ab Honrath und A4[9] ab Wahlscheid des Sauerländischen Gebirgsvereins (SGV) und der Bergische Streifzug Nr. 18 „Bauernhofweg“[10] führen an Rosaul vorbei.

## Persönlichkeiten
Johann Gregor Breuer (1821–1897) hat einige Jahre seiner Kindheit auf Gut Rosauel verbracht. Er ist Gründer des ersten Gesellenvereins in Elberfeld (1846) und Wegbereiter des Kolpingwerkes